# Uvarus caprai
Uvarus caprai är en skalbaggsart som beskrevs av Pederzani och Annika Sanfilippo 1978. Uvarus caprai ingår i släktet Uvarus och familjen dykare. Inga underarter finns listade i Catalogue of Life.